# 1943 en musique classique
| \| • Retour à la chronologie générale de la musique classique • \| |
| Grèce • Rome • Haut Moyen Âge • VIIIe siècle • IXe siècle • Xe siècle • XIe siècle XIIe siècle • XIIIe siècle • XIVe siècle • XVe siècle • XVIe siècle • XVIIe siècle XVIIIe siècle • XIXe siècle • XXe siècle • XXIe siècle |
| • Retour à la chronologie générale de la musique classique • |

| Années en musique classique : 1940 - 1941 - 1942 - 1943 - 1944 - 1945 - 1946    |
| Décennies en musique classique : 1910 - 1920 - 1930 - 1940 - 1950 - 1960 - 1970 |

## Événements

### Créations
- 6 janvier : Concerto pour deux pianos et orchestre, de Béla Bartók, créé à New York.
- 14 février : In the Name of the Holocaust est créé à New York sur une chorégraphie de Merce Cunningham et une musique de John Cage.
- 3 mars : Les Variations pour orchestre d’Anton Webern créées en Suisse.
- mars : Antigone, opéra d’Arthur Honegger, créé à Paris.
- 10 mai : Visions de l'Amen, d’Olivier Messiaen.
- 21 juin : La Sonate pour violon et piano de Poulenc, créée à la salle Gaveau, par Ginette Neveu et le compositeur au piano.
- 10 octobre : Mam’zelle Angot est créé à New York dans un chorégraphie de Léonide Massine.
- 15 octobre : La Sérénade pour ténor, cor et cordes de Britten, créée par Walter Goehr avec l'orchestre du London's Wigmore Hall.
- 4 novembre : La Symphonie no 8 en ut mineur de Chostakovitch, créée par Orchestre philharmonique de Leningrad sous la direction de Ievgueni Mravinski.
- 12 novembre : La Symphonie pour cordes no 5 de William Schuman est créée par l'Orchestre symphonique de Boston dirigé par Serge Koussevitzky.
- 28 novembre : Les Illuminations (Symphonie rimbaldienne) de Fernande Decruck, créée par Hélène Bouvier, Charles Panzéra, Eugène Bigot et les Concerts Lamoureux.
- 3 décembre : La Symphonie no 4 de Howard Hanson est créée par l'Orchestre symphonique de Boston sous la direction du compositeur.
- 4 décembre : A Ceremony of Carols, œuvre pour chœur d'enfants à trois voix, solistes et harpe composée en 1942 par Benjamin Britten, créée à Wigmore Hall, par le Morriston’s Boys’ Choir, avec Maria Korchinska à la harpe, dirigés par le compositeur.
- 30 décembre : La Symphonie no 2 de Khatchatourian, créée à Moscou sous la direction de Boris Khaïkine.
- 31 décembre : Le Concerto pour violon no 2 de Bohuslav Martinů, créé par Mischa Elman et l'orchestre symphonique de Boston dirigé par Serge Koussevitzky.

#### Date indéterminée
- Zarabanda para cuerdas de Carlos Chávez.
- La Bataille de Stalingrad, cantate de Sergueï Prokofiev, est exécutée à Moscou.
- le Concerto héroïque de Joaquín Rodrigo est écrit pour le pianiste Leopoldo Querol.
- Michael Tippett révise son Quatuor à cordes no 1 dans une version en trois mouvements.

### Autres
- 1er janvier : concert du nouvel an de l'orchestre philharmonique de Vienne au Musikverein, dirigé par Clement Kraus.
- Fondation de l'Orchestre de Valence[Quand ?].

## Prix
- Samson François remporte le Concours Long (piano) et Michèle Auclair le Concours Thibaud (violon).

## Naissances

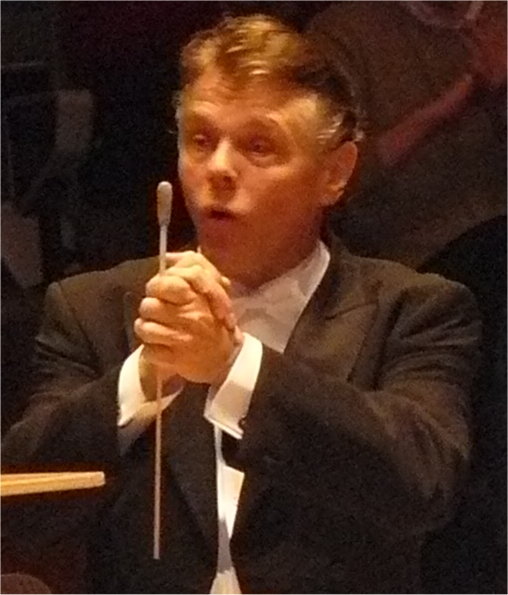
Mariss Jansons

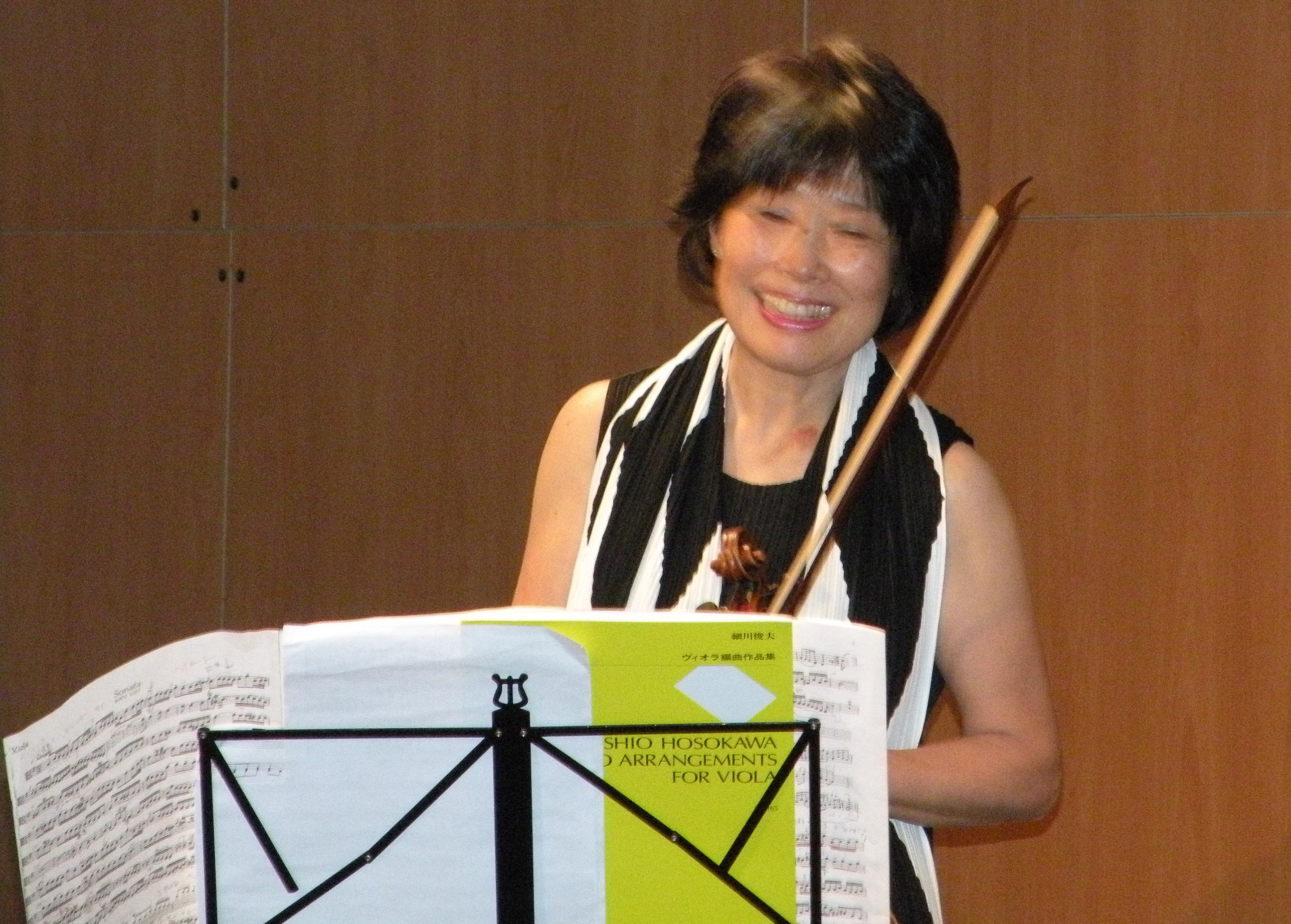
Nobuko Imai

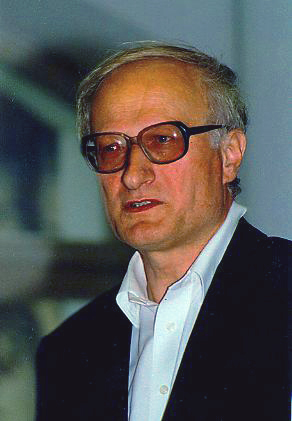
Krzysztof Meyer

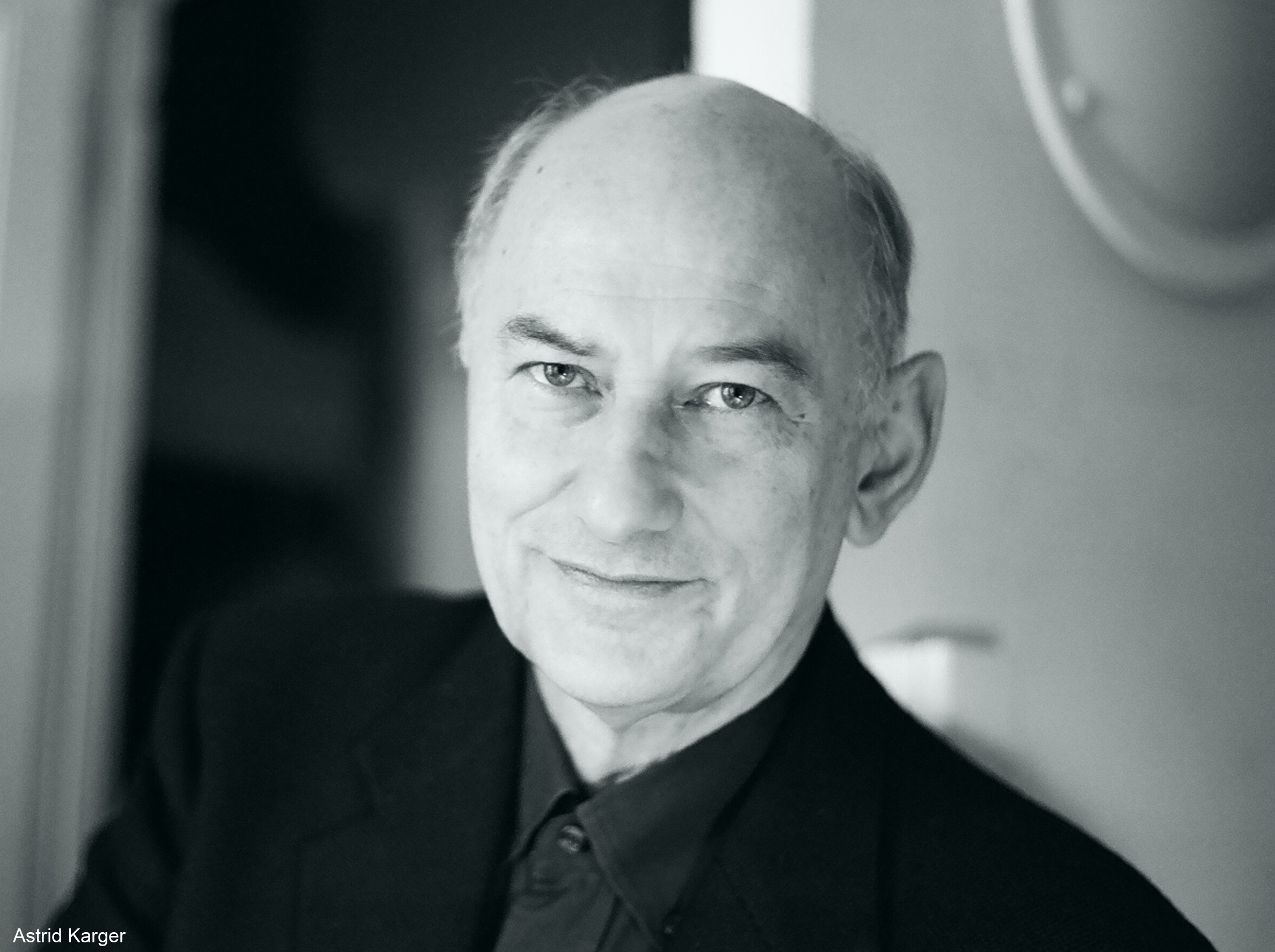
Hugues Dufourt

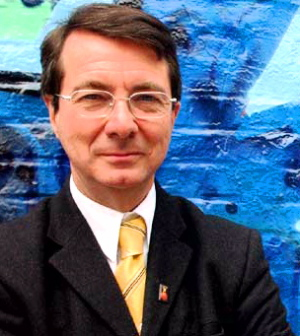
Gerard Mortier

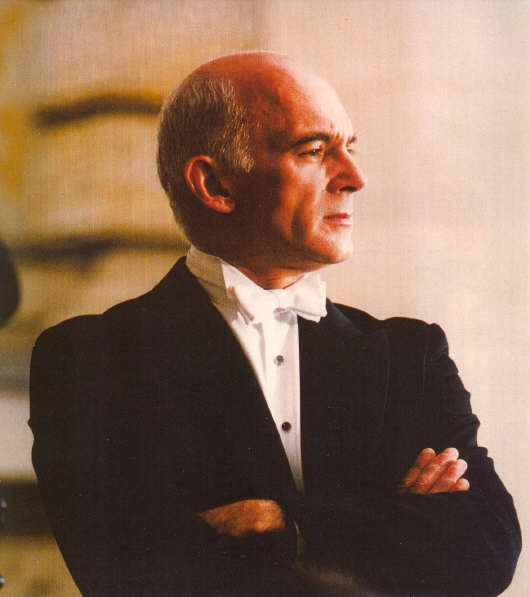
Alun Francis

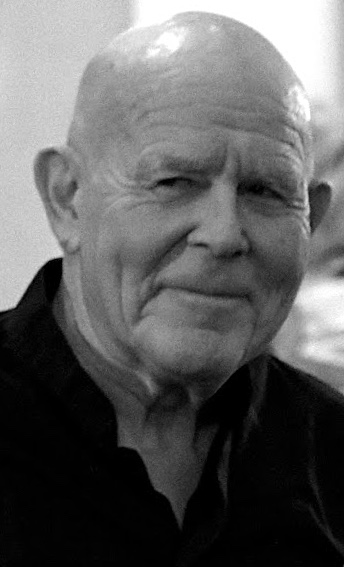
Alain Moglia

- 9 janvier : Josef Bulva, pianiste luxembourgeois d'origine tchèque († 12 août 2020).
- 13 janvier : William Duckworth, compositeur américain († 13 septembre 2012).
- 14 janvier : Mariss Jansons, chef d'orchestre letton († 1er décembre 2019).
- 16 janvier :
  - Gavin Bryars, compositeur britannique.
  - Brian Ferneyhough, compositeur anglais.
- 21 janvier : Horacio Vaggione, musicologue et compositeur argentin de musique électroacoustique et de musique concrète.
- 28 janvier : Malvina Major, chanteuse soprano d'opéra néo-zélandaise.
- 29 janvier : Irma Urrila, chanteuse soprano finlandaise.
- 8 février : José Antônio Rezende de Almeida Prado, compositeur et pianiste brésilien († 21 novembre 2010).
- 11 février : Cord Garben, pianiste, chef d'orchestre, producteur et arrangeur allemand.
- 12 février : Wacław Kisielewski, pianiste polonais  († 12 juillet 1986).
- 26 février : David Thomas, chanteur (basse) britannique.
- 4 mars : Zoltán Jeney, compositeur hongrois.
- 7 mars : Turibio Santos, guitariste brésilien.
- 11 mars : Sarah Walker, mezzo-soprano britannique.
- 18 mars : Nobuko Imai, altiste japonaise.
- 22 mars : 
  - Guy Robert, luthiste, interprète, professeur et directeur d'ensemble de musique ancienne († 30 mars 2020).
  - Joseph Schwantner, compositeur américain.
- 3 avril : Mario Lavista, compositeur mexicain († 4 novembre 2021).
- 10 avril : Julio Estrada, compositeur mexicain.
- 14 avril :
  - Judy Klein, compositrice, pianiste et professeur de musique américaine.
  - Nikolaï Petrov, pianiste russe († 3 août 2011).
- 17 avril : Elinor Bennett, harpiste galloise.
- 20 avril : John Eliot Gardiner, chef d'orchestre britannique.
- 22 avril : Bernard Fournier, musicologue français.
- 28 avril :
  - Yoav Talmi, chef d'orchestre et compositeur israélien.
  - Jeffrey Tate, chef d'orchestre britannique († 2 juin 2017).
- 7 mai : Joanna Bruzdowicz, compositrice française d'origine polonaise († 3 novembre 2021).
- 14 mai : Tania León, chef d'orchestre et compositeur cubain.
- 28 mai : Elena Souliotis, soprano († 4 décembre 2004).
- 29 mai : Lukáš Matoušek, compositeur tchèque.
- 1er juin : Richard Goode, pianiste américain.
- 4 juin : Michael Talbot, musicologue et compositeur britannique.
- 5 juin : Bill Hopkins, compositeur, pianiste et critique musical britannique († 10 mars 1981).
- 6 juin : André Gouzes, religieux dominicain français, compositeur.
- 12 juin : Félix Ibarrondo, compositeur basque.
- 13 juin : Ludwig Güttler, trompettiste et chef d'orchestre allemand.
- 17 juin : Christopher Brown, compositeur britannique.
- 18 juin : Éva Marton, soprano hongroise.
- 19 juin : Michael Radulescu, organiste et compositeur roumain naturalisé autrichien († 23 décembre 2023).
- 23 juin : 
  - William Cochran, ténor héroïque américain († 16 janvier 2022).
  - James Levine, chef d'orchestre et pianiste américain († 9 mars 2021).
- 21 juillet : Barbara Schlick, soprano allemande.
- 26 juillet : Roger Smalley, pianiste, chef d'orchestre, musicologue et compositeur australien († 18 août 2015).
- 5 août : José Evangelista, compositeur et professeur de musique espagnol († 10 janvier 2023).
- 8 août : Daniel Börtz, compositeur suédois.
- 9 août : Michèle Bokanowski, compositrice française de musique électroacoustique.
- 11 août : Krzysztof Meyer, compositeur polonais.
- 14 août : Solange Ancona, compositrice française.
- 15 août : Hanna Schwarz, cantatrice mezzo-soprano allemande.
- 7 septembre : Elżbieta Stefańska-Łukowicz, claveciniste polonaise.
- 15 septembre : Shin'ichirō Ikebe, compositeur japonais.
- 16 septembre : Phillip Moll, pianiste américain.
- 28 septembre : Hugues Dufourt, compositeur, musicologue et philosophe français.
- 29 septembre : Alun Francis, chef d'orchestre gallois.
- 5 octobre : Stefan Wojtas, pianiste polonais († 27 mai 2024).
- 6 octobre : Udo Zimmermann, musicien et compositeur allemand († 22 octobre 2021).
- 19 octobre : Robin Holloway, compositeur britannique.
- 20 octobre : Elżbieta Sikora, compositrice polonaise.
- 22 octobre : Paul Zukofsky, violoniste américain († 6 juin 2017).
- 24 octobre : Fritz Näf, chanteur et chef d'orchestre suisse.
- 28 octobre : Michel Sanvoisin, flûtiste et compositeur français.
- 6 novembre :
  - Nadine Denize, cantatrice mezzo-soprano française.
  - Allain Gaussin, compositeur français.
- 12 novembre : François-Joël Thiollier, pianiste français et américain.
- 15 novembre  : Suzanna Rosander, soprano franco-néerlandaise († 30 mai 2025).
- 20 novembre : Marek Tomaszewski, pianiste polonais.
- 25 novembre : Gerard Mortier, directeur d'opéra belge († 9 mars 2014).
- 10 décembre : Bruno Pasquier, altiste français.
- 12 décembre : Michèle Reverdy, compositrice française.
- 18 décembre : Humbert Camerlo, metteur en scène d'opéra français († 24 juillet 2020).
- 28 novembre : Alexandre Knaïfel, compositeur russe († 27 juin 2024).
- 5 décembre : Henri Vanhulst, musicologue belge.
- 22 décembre : Alain Moglia, violoniste et chef d'orchestre français.
- 30 décembre : Gösta Winbergh, ténor suédois.

### Date indéterminée
- Brigitte Buxtorf, flûtiste et enseignante vaudoise.
- Lajos Lencsés, hautboïste hongrois.

## Décès

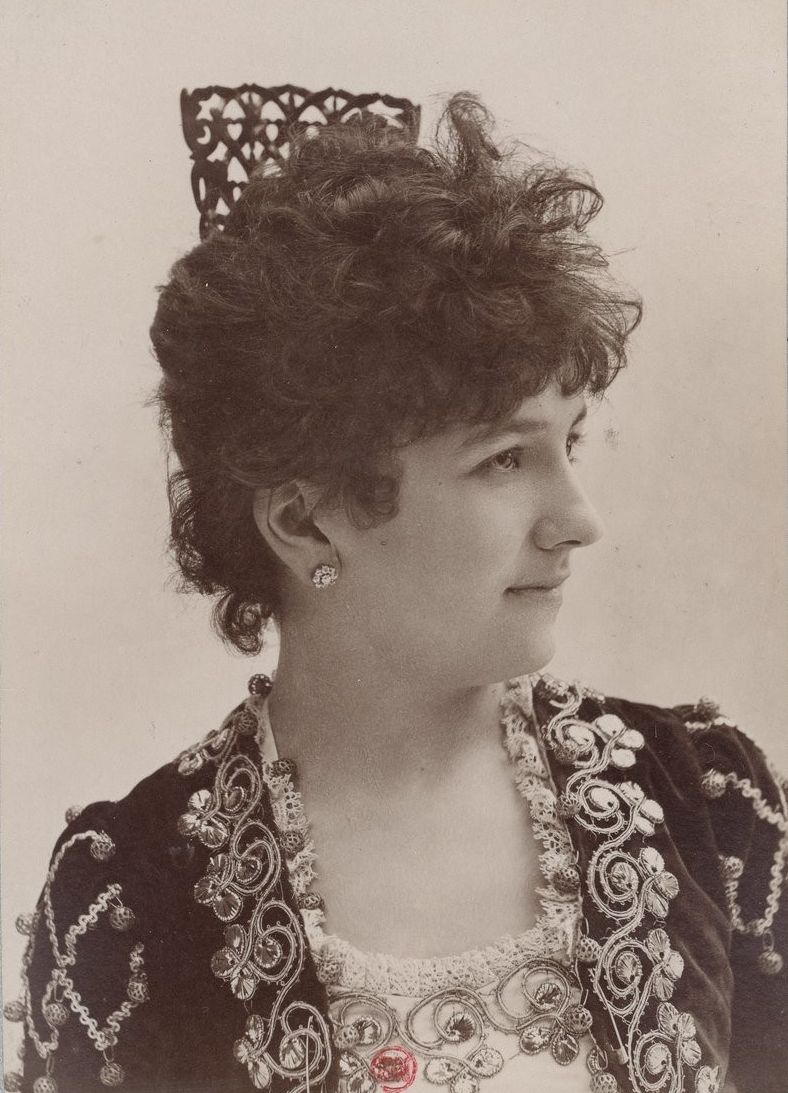
Sigrid Arnoldson

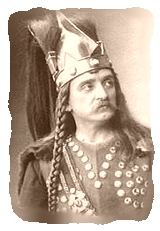
Albert Vaguet

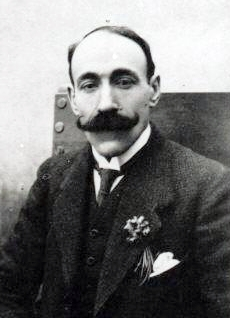
Ricardo Viñes

- 21 janvier : Léon Letellier, bassoniste et pédagogue français (° 16 mars 1859).
- 7 février : Sigrid Arnoldson, soprano colorature suédoise (° 20 mars 1861).
- 22 février : Albert Vaguet, ténor français (° 15 juin 1865).
- 7 mars : Alma Moodie, violoniste australienne (° 12 septembre 1898).
- 19 mars : 
  - Abel Decaux, organiste et compositeur français (° 11 février 1869).
  - Albert Mahaut, organiste, pédagogue et compositeur français (° 13 février 1867).
- 27 mars : Émile-Robert Blanchet, compositeur, alpiniste et musicien vaudois (° 17 juillet 1877).
- 28 mars : Sergueï Rachmaninov, compositeur russe (° 1er avril 1873).
- 30 mars : Walter Bromme, compositeur allemand (° 2 avril 1885).
- 4 avril : Raoul Laparra, compositeur français (° 13 mai 1876).
- 10 avril : Siegfried Fall, compositeur, arrangeur et pianiste autrichien (° 30 novembre 1877).
- 18 avril : Timothee Adamowski, chef d'orchestre, violoniste et compositeur américain d'origine polonaise (° 24 mars 1858).
- 19 avril : Gustave Doret, compositeur, chef d'orchestre, critique musical, écrivain, chantre populaire et musicien suisse (° 20 septembre 1866).
- 24 avril : Marix Loevensohn, violoncelliste belge (° 31 mai 1880).
- 29 avril :
  - Joseph Achron, compositeur et violoniste lituanien, né russe (° 13 mai 1886).
  - Ricardo Viñes, pianiste espagnol (° 5 février 1875).
- 30 avril : Leo Smit, compositeur et pianiste néerlandais (° 14 mai 1900).
- 3 mai : Leslie Heward, compositeur et chef d'orchestre britannique (° 8 décembre 1897).
- 29 mai : Hermann Wetzler, organiste, chef d'orchestre et compositeur américain (° 8 septembre 1870).
- 1er juin : Amédée Gastoué, musicologue et compositeur français (° 19 mars 1873).
- 16 juin : Sigrid Onégin, contralto franco-allemande (° 1er juin 1889).
- 26 juin : Ruby Elzy, chanteuse américaine (° 20 février 1908).
- 19 juillet : Carlo Zangarini, librettiste et dramaturge italien, également réalisateur, scénariste et professeur d'art dramatique (° 9 décembre 1874).
- 30 juillet : Benjamin Dale, compositeur anglais (° 17 juillet 1885).
- 12 août : 
  - Cornélie van Oosterzee, compositrice hollandaise (° 16 août 1863).
  - Georges Martin Witkowski, compositeur et chef d'orchestre français (° 6 janvier 1867).
- 7 septembre : Karlrobert Kreiten, pianiste allemand (° 26 juin 1916).
- 19 septembre : Germaine Cernay, mezzo-soprano française (° 28 avril 1900).
- 2 octobre : Robert Nathaniel Dett, compositeur, organiste et pianiste américaine (° 11 octobre 1882).
- 9 octobre : Hans Winckelmann, ténor allemand (° 1881).
- 15 octobre : Paul Büttner, critique musical et compositeur allemand (° 10 décembre 1870).
- 24 octobre : Léo Daniderff, compositeur français (° 15 février 1878).
- 11 novembre : André Pirro, musicologue et organiste français (° 12 février 1869).
- 16 novembre : Eustase Thomas-Salignac, ténor et professeur de chant lyrique français (° 29 mars 1867).
- 17 novembre : Paul Landormy, musicologue et critique musical français (° 3 janvier 1869).
- 22 novembre : Pietro Yon, organiste, compositeur et pédagogue américain d'origine italienne (° 8 août 1886).
- 12 décembre : 
  - Marcel Lattès, compositeur et pianiste français (° 11 décembre 1886).
  - Jānis Zālītis, compositeur et critique musical letton (° 12 février 1884).
- 13 décembre : Guillaume Balay, chef de musique militaire et compositeur français (° 30 avril 1871).
- 25 décembre : Ilona Durigo, contralto hongroise (° 13 mai 1881).

### Date indéterminée
- Max Bouvet, chanteur d'opéra français (° 3 décembre 1854).
- Vladimir Dyck, compositeur ukrainien ayant vécu en France (° 19 mars 1882).
- Sim Gokkes, compositeur néerlandais (° 5 février 1897).